# De Hel van Tanger
De hel van Tanger is een Vlaamse dramafilm gebaseerd op waargebeurde feiten, uit 2006 van Frank Van Mechelen met Filip Peeters en Axel Daeseleire in de hoofdrollen.

## Verhaal
Augustus 1996. De twee Belgische buschauffeurs Marcel Van Loock en Wim Moreels worden door de Marokkaanse douane tegengehouden. Hun bus wordt volledig uitgekamd. En al snel wordt er 350 kilogram hasj gevonden. Hoewel de eigenaar van het busbedrijf eveneens gearresteerd wordt en overgaat tot een volledige bekentenis en verklaart dat beide chauffeurs onschuldig zijn, voert de Marokkaanse rechtbank een kort proces. Marcel en Wim worden veroordeeld tot vijf jaar cel wegens vermeende drugsmokkel. De gevangenis in Tanger is een ware hel. Ze moeten zien te overleven in de meest erbarmelijke omstandigheden. Marcel wordt ernstig mishandeld door de cipiers. Hij krijgt tuberculose en besluit om te ontsnappen. Hij wordt echter opgepakt en gruwelijk mishandeld door de cipiers. Zijn familie maakt zich erg zorgen. Ze proberen hem zo snel mogelijk weg te halen. Wanneer zijn celmaat Rudy zelfmoord pleegt, beseffen ook de cipiers hoe erg de situatie uit de hand loopt. Een tijdje later wordt Marcel vrijgelaten en keert hij terug naar België.

## Rolverdeling
| Acteur          | Personage        |
| --------------- | ---------------- |
| Filip Peeters   | Marcel Van Loock |
| Axel Daeseleire | Wim Moreels      |
| Peter Gorissen  | Rudy Vermeersch  |
| Els Olaerts     | Agnes Van Loock  |
| Warre Borgmans  | Jozef Van Zuylen |
| Peter Bolhuis   | Jack Scholten    |

## Achtergrond
De film is gebaseerd op het wedervaren van buschauffeurs Pierre Stukken en Jan Dierick, die in november 1996 in Tanger werden gearresteerd voor drugshandel. Stukken (Marcel Van Loock in de film) kreeg tbc in de gevangenis en kreeg na twee jaar gratie.
Uit de getuigenissen van Pierre Stukken distilleerde scenarioschrijver Paul Piedfort het boek De Hel van Tanger, uitgegeven bij Uitgeverij Houtekiet in 2000. Stukken overleed in 2007.
Dierick (Wim Moreels in de film) werd pas na 4,5 jaar vrijgelaten, nadat weldoeners een boete betaald hadden, en raakte na zijn vrijlating helemaal aan lager wal.

## Productie
Piedfort maakte van zijn boek een filmscenario, en zond het in voor het Faits divers-filmproject van het Vlaams Audiovisueel Fonds. De Hel van Tanger werd binnen dat project samen met zes andere scenario's uitgekozen voor realisatie.
Om diplomatieke en juridische problemen te vermijden, werden de werkelijke namen uit het boek vervangen door fictieve namen in de film. De film werd onder meer gedraaid in de toenmalige lokalen van de redactie van de krant De Morgen op de Brusselse Arduinkaai, in het fort van Liezele en in de oude gevangenis van Tongeren.
Om de wegkwijnende Van Loock/Stukken te kunnen spelen, moest acteur Filip Peeters 35 kilogram afvallen en vervolgens weer aankomen. De film werd in omgekeerde volgorde opgenomen: eerst de scènes met de uitgemergelde Peeters aan het einde van de film, en ten slotte de scènes uit het begin van de film, waar Peeters terug goed in het vlees zit.